# Sajóecseg
Sajóecseg je obec v Maďarsku v župě Borsod-Abaúj-Zemplén v okresu Miškovec. K 1. lednu 2015 zde žilo 1 040 obyvatel.

## Historie
První písemná zmínka o obci pochází z roku 1248.

## Geografie
Obec se nachází asi 10 km severně od města s župním právem Miškovec.
Obcí dále protéká řeka Slaná (maďarsky Sajó). Obec se nachází ve výšce 120 m n. m.

## Doprava
Do obce se dá dostat silnicí z Miškovce, Putnoku a Edelény. Dále zde prochází železniční trať Miškovec – Bánréve – Ózd, na které se nachází stanice Sajóecseg. Ze stanice odbočuje regionální trať do obce Tornanádaska na hranicích se Slovenskem.